# ديبي كاميرون
ديبي كاميرون (بالدنماركية: Debbie Cameron)‏ هي موسيقية ومغنية دنماركية، ولدت في 14 سبتمبر 1958 في ميامي في الولايات المتحدة.

## وصلات خارجية
- ديبي كاميرون على موقع IMDb (الإنجليزية)
- ديبي كاميرون على موقع ميوزك برينز (الإنجليزية)
- ديبي كاميرون على موقع ديسكوغز (الإنجليزية)
- ديبي كاميرون على موقع قاعدة بيانات الفيلم (الإنجليزية)